# Northrop Grumman
Pour les articles homonymes, voir Northrop (homonymie) et Grumman.
Northrop Grumman Corporation est un conglomérat américain né de la fusion entre Northrop et Grumman en 1994 dont les activités tournent autour des secteurs de l'aéronautique et de la défense : aéronautique, espace, électronique, etc. Son siège social est situé à Los Angeles. 
Elle emploie plus de 97 000 salariés en 2021 et est en 2023 la troisième entreprise d'armement dans le monde,,.

## Histoire

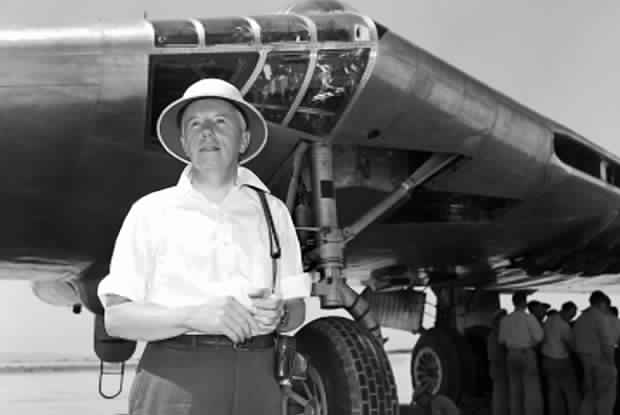
Jack Northrop.

La compagnie Northrop, fondée à l'origine par Jack Northrop en Californie en 1939, a été re-enregistrée dans l’État de Delaware en 1985. En 1994, Northrop Aircraft a fusionné avec Grumman Aerospace, autre constructeur aéronautique célèbre pour la construction du module lunaire Apollo, donnant naissance à la compagnie Northrop Grumman. 
La nouvelle compagnie a racheté Westinghouse Electronic Systems, l'un des principaux constructeurs de radars, et Xetron Corporation en 1996. Logicon, un fournisseur informatique de l'Armée américaine qui avait absorbé Geodynamics Corporation (mars 1996) et Syscon Corporation (février 1995), a rejoint la société en 1997.
La fusion de Northrop Grumman et de sa rivale Lockheed Martin a été refusée par le gouvernement américain en 1998, ce qui mit un frein à la concentration de l’industrie américaine de défense ; alors Northrop continua d'étendre son offre par acquisition d’Inter-National Research Institute Inc. (1998),  et en 1999, la compagnie rachetait Teledyne Ryan, spécialisée dans les systèmes de surveillance et les avions sans pilote, ainsi que California Microwave, Inc. et Data Procurement Corporation. L'année suivante, elle prit le contrôle de Federal Data Corporation, Navia Aviation As, Comptek Research, Inc. et Sterling Software, Inc.
En 1999, Northrop Grumman et SAIC crèent une co-entreprise AMSEC, dont le chiffre d'affaires est passé « de 100 millions de dollars en 2000 à environ 500 millions de dollars pour l'année fiscale 2007.
En 2001, Northrop Grumman acquiert pour 3,8 milliards de dollars Litton Industries, une société de constructions navales et de systèmes électroniques embarqués fournissant l'U.S. Navy. Cette absorption a été menée à bien par immatriculation d'une holding dans le Delaware, NNG, Inc. et offre publique d'échanges d'actions en avril 2001. Northrop Grumman et Litton sont ainsi devenues les filiales d'un nouveau groupe, Northrop Grumman Systems Corp., la holding, NNG, Inc., devenant, elle, Northrop Grumman Corporation.
En janvier 2002, Northrop Grumman acquiert Newport News Shipbuilding, le plus grand chantier naval militaire des États-Unis pour 2,1 milliards de dollars.
En 2002, Northrop Grumman acquiert TRW dans le cadre d'une OPA hostile de 7,8 milliards de dollars. Il vend les activités automobiles de ce dernier à Blackstone pour 4,73 milliards de dollars, alors que les activités aérospatiales sont vendues à Goodrich pour 1,5 milliard de dollars. 
En 2011, Northrop Grumman scinde ses activités maritimes dans une nouvelle entité indépendante Huntington Ingalls Industries, qui a alors près de 38 000 employés.
En septembre 2017, Northrop Grumman annonce l'acquisition d'Orbital ATK pour 7,8 milliards de dollars et reprend sa dette de 1,4 milliard, dans le but de se renforcer dans le secteur aérospatial et dans celui des missiles. Après l'accord de la Federal Trade Commission le 5 juin 2018, Orbital ATK est renommé Northrop Grumman Innovation Systems et devient le quatrième secteur d'activité de Northrop Grumman.
En décembre 2020,  Northrop Grumman annonce la vente d'une filiale spécialisée dans les services informatiques, notamment de cybersécurité, au fonds d'investissement  Veritas Capital, pour 3,4 milliards de dollars,.